# Festival Internacional de Cinema de Berlim 1958
A 8ª edição anual do Festival Internacional de Cinema de Berlim foi realizado entre os dias 27 de junho a 8 de julho de 1958. O festival foi aberto pelo recém-eleito prefeito de Berlim, Willy Brandt. O Urso de Ouro foi concedido ao filme sueco Smultronstället dirigido por Ingmar Bergman.

## Júri
As seguintes pessoas foram anunciados como jurados do festival:
- Frank Capra (chefe do júri)
- J. Novais Teixeira
- Jean Marais
- Paul Rotha
- L. B. Rao
- Duilio Coletti
- Michiko Tanaka
- Gerhard T. Buchholz
- Willy Haas
- Gerhard Lamprecht
- Leopold Reitemeister

## Filmes em competição
Os seguintes filmes competiram pelo prêmio Urso de Ouro:
| † | Vencedor do prêmio principal de melhor filme em sua seção |
| Título                             | Diretor(es)                           | País              |
| ---------------------------------- | ------------------------------------- | ----------------- |
| A Time to Love and a Time to Die   | Douglas Sirk                          | Alemanha          |
| Anna di Brooklyn                   | Carlo Lastricati e Vittorio De Sica   | Itália            |
| Bāb al-Ḥadīd                       | Youssef Chahine                       | Egito             |
| Byakuya no yojo                    | Eisuke Takizawa                       | Japão             |
| Der 10. Mai                        | Franz Schnyder                        | Suíça             |
| Do Aankhen Barah Haath             | Rajaram Vankudre Shantaram            | Índia             |
| Es geschah am hellichten Tag       | Ladislao Vajda                        | Hungria           |
| Guld og grønne skove               | Gabriel Axel                          | Dinamarca         |
| Ice-Cold in Alex                   | J. Lee Thompson                       | Reino Unido       |
| Jun'ai Monogatari                  | Tadashi Imai                          | Japão             |
| La legge è legge                   | Christian-Jaque                       | França            |
| Los dioses ajenos                  | Román Viñoly Barreto                  | Argentina Uruguai |
| Miriam                             | William Markus                        | Finlândia         |
| Miércoles de ceniza                | Roberto Gavaldón                      | México            |
| Mädchen in Uniform                 | Géza von Radványi                     | Hungria           |
| Oi paranomoi                       | Nikos Koundouros                      | Grécia            |
| Shab-neshini dar jahannam          | Samuel Khachikian e Mushegh Sarvarian | Irã               |
| Smultronstället                    | Ingmar Bergman                        | Suécia            |
| The Defiant Ones                   | Stanley Kramer                        | Estados Unidos    |
| Tom Dooley – Held der grünen Hölle | Zygmunt Sulistrowski                  | Alemanha          |
| Una cita de amor                   | Emilio Fernández                      | México            |
| Ut av mørket                       | Alex Brinchmann e Arild Brinchmann    | Noruega           |
| Wild Is the Wind                   | George Cukor                          | Estados Unidos    |
| ¡Viva lo imposible!                | Rafael Gil                            | Espanha           |

## Prêmios
Os seguintes prêmios foram concedidos pelo júri:
- Urso de Ouro: Smultronstället por Ingmar Bergman
- Urso de Prata de Melhor Diretor: Tadashi Imai por Jun'ai Monogatari
- Urso de Prata de Melhor Atriz: Anna Magnani por Wild Is the Wind
- Urso de Prata de Melhor Ator: Sidney Poitier por The Defiant Ones
- Prêmio Extraordinário do Urso de Prata do Júri: Do Aankhen Barah Haath por Rajaram Vankudre Shantaram
- Prêmio FIPRESCI
  - Ice Cold in Alex por J. Lee Thompson
  - Smultronstället por Ingmar Bergman
- Prêmio OCIC
  - Do Aankhen Barah Haath por Rajaram Vankudre Shantaram